# Teresa Gisbert

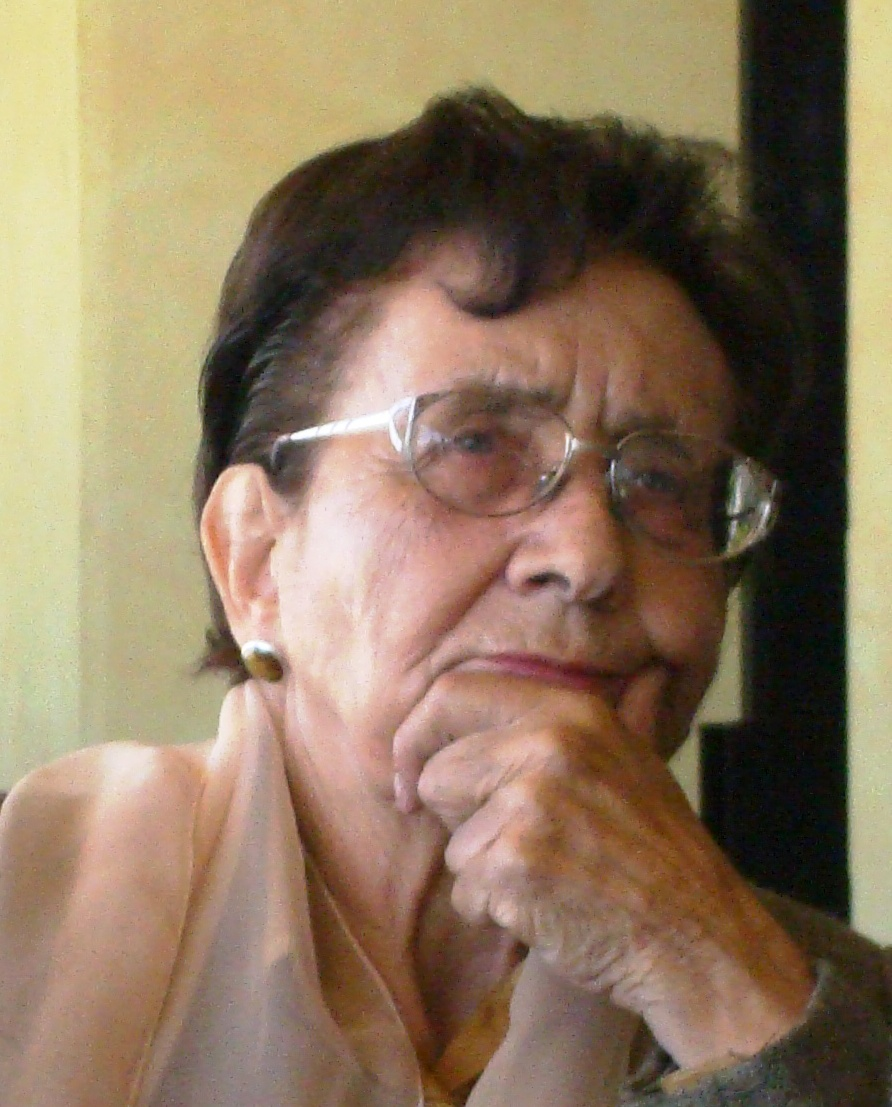
Teresa Gisbert, 2008

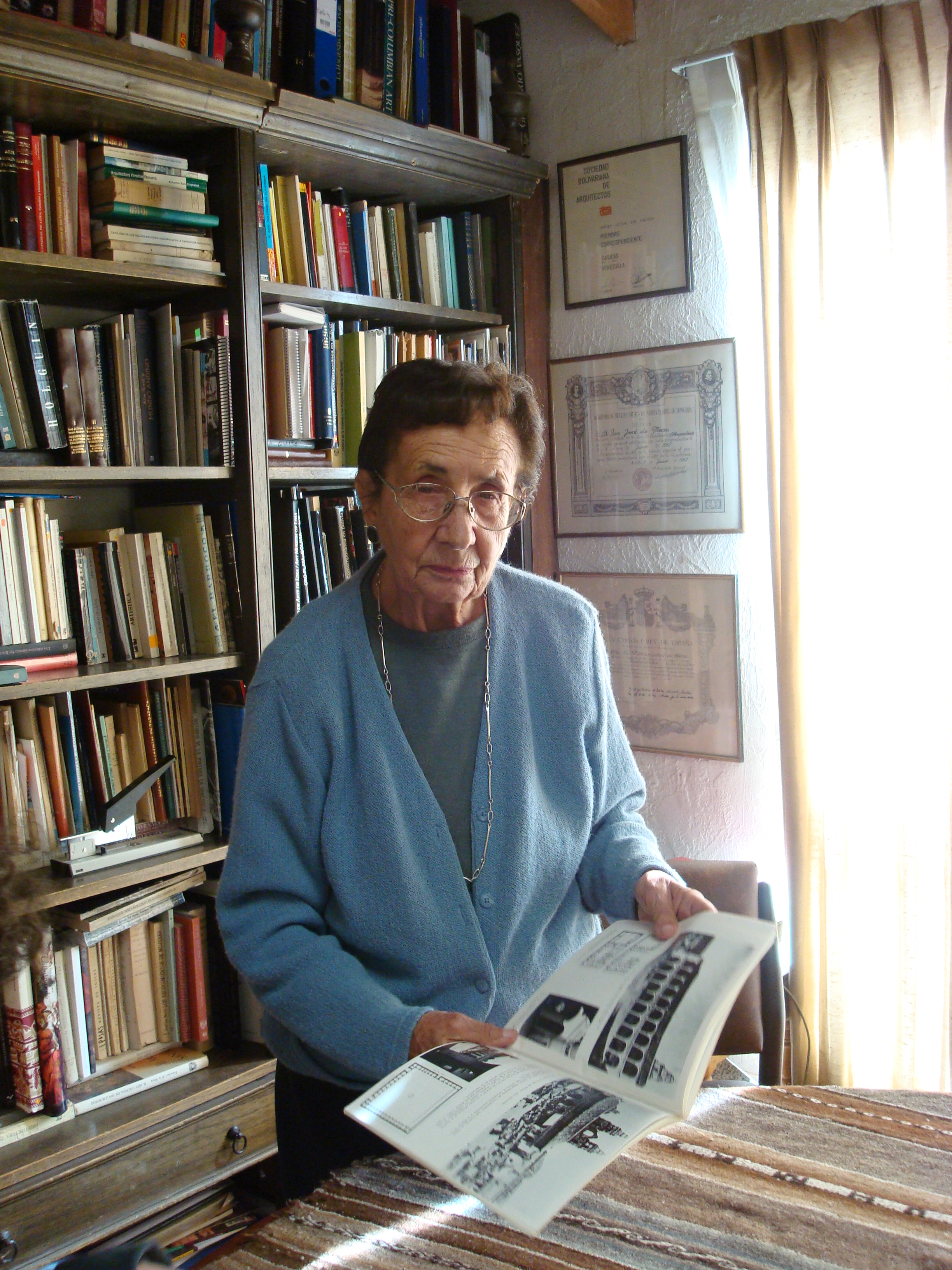
Teresa Gisbert in ihrer Bibliothek, 2008

Teresa Gisbert Carbonell, verheiratete Teresa Gisbert de Mesa (* 30. November 1926 in La Paz, Bolivien; † 19. Februar 2018 ebenda) war eine bolivianische Forscherin, Architektin, Restauratorin und Historikerin.

## Leben
Teresa Gisbert wurde 1926 als Tochter von Rafael Gisbert und María Carbonell in der Stadt La Paz geboren. Ihre Eltern stammten aus einer katalanischsprachigen Familie, die sich in den ersten Jahrzehnten des 20. Jahrhunderts in Bolivien niederließ. Ihre Mutter stammte aus Barcelona, ihr Vater war Teil einer Familie von Textilarbeitern aus Alcoy in der Provinz Alicante. Ihre Grund- und Sekundarschulausbildung absolvierte sie an der Schule Santa Ana in ihrer Heimatstadt. Sie setzte ihre Ausbildung fort, indem sie sich Ende der 1940er Jahre an der Universidad Mayor de San Andrés (UMSA) für den Studiengang Architektur einschrieb, wo sie eine der ersten und oft die einzige Frau in ihrer Klasse war. Sie schloss ihr Studium 1950 ab und studierte anschließend Kunstgeschichte in Spanien.
Nach ihrem Abschluss als Architektin heiratete sie noch im selben Jahr, am 21. Oktober 1950, den Architekten und Historiker José de Mesa. Sie hatten vier Kinder: Carlos, später Präsident von Bolivien; Andrés, Architekt; Isabel, Schriftstellerin; und Teresa Guiomar, Künstlerin. Im Laufe ihres Lebens sammelte das Ehepaar eine bedeutende Sammlung von Dokumenten zur bolivianischen Kunst und Geschichte zusammen. 2019 wurde die mindestens 40.000 Objekte umfassende Sammlung, darunter Bücher, Fotografien und Kunstwerke, von ihren Söhnen der Fundación del Banco Central de Bolivia geschenkt.
Im Jahr 1953 arbeitete sie als Forscherin am Consejo Superior de Investigaciones Científicas in Madrid. Danach begann sie, an der UMSA zu unterrichten, zunächst an der Fakultät für Architektur und ab 1966 an der Fakultät für Philosophie und Literatur im Studiengang Geschichte. Während der Universitätsrevolution von 1970 wurde sie zusammen mit ihrem Mann von der UMSA ausgeschlossen.
Im Jahr 1958 erhielten Gisbert und Mesa ein Guggenheim-Stipendium, das zu Aufenthalten in New York City, Mexiko und Cuzco (Peru) führte. Aus diesen Reisen entstand ihr Buch Historia de la pintura Cuzqueña (Geschichte der Cuzco-Malerei).
1962 nahm sie an einer Expedition teil, um die gesamte koloniale Kunst rund um den Titicacasee auf der peruanischen und bolivianischen Seite zu erfassen. Zwischen 1962 und 1966 restaurierte sie zusammen mit Mesa das Gebäude des Nationalen Kunstmuseums (Museo Nacional de Arte). Sie führte umfangreiche Forschungsarbeiten durch, die ihr 1965 mit dem Werk Historia y Cultura Boliviana (Bolivianische Geschichte und Kultur) die Aufnahme als Vollmitglied in die Nationale Akademie der Wissenschaften Boliviens (Academia Nacional de Ciencias de Bolivia) einbrachten. Sie war die erste Frau, die in die Akademie aufgenommen wurde. 1967 erhielten sie und Mesa ein zweites Guggenheim-Stipendium und verbrachten ein Jahr in Europa, mit Sitz in Madrid, wo sie das Ehrenamt eines bolivianischen Kulturattachés in Spanien ausübten. Auf diese Weise konnte sie ihre Theorie des „Andenbarock“ (Barroco andino oder auch Arquitectura mestiza) vertiefen.
Zwischen 1970 und 1976 war sie Direktorin des Nationalen Kunstmuseums und Präsidentin der Bolivianischen Gesellschaft für Geschichte.
Studien zur Kunst der Anden 

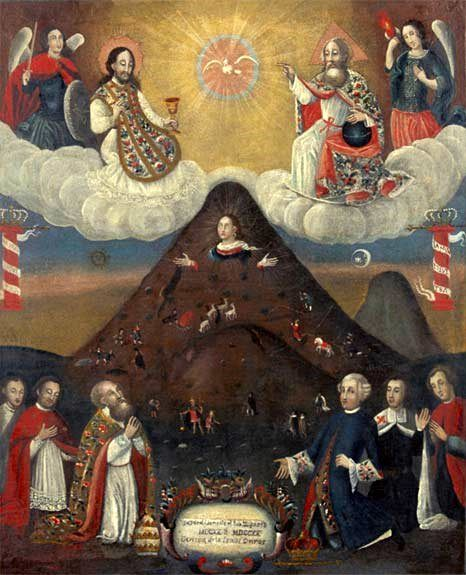
La Virgen del Cerro, unbekannter Künstler, Ölgemälde, ca. 1720; eines der von Gisbert analysierten Bilder.

Im Jahr 1994 wurden sie und Mesa von der Getty Foundation eingeladen, Studien zur Kunst der Anden durchzuführen.
Mit der Veröffentlichung von Iconografía y Mitos Indígenas en el Arte (1980), ihrem wichtigsten Werk, versuchte Teresa zu verstehen, wie die koloniale Unterwerfung auf die lokalen Gesellschaften gewirkt hat, vor allem aber, wie diese Unterwerfung in Kunstwerken rezipiert und umgedeutet wurde. Basis waren Interpretationen bedeutender Kunstwerke wie La Virgen del Cerro von 1720 oder des Altarbildes Retablo de Tata Santiago – Illapa. Ziel war es zu zeigen, wie ein ganzes System gegenseitiger Aneignungen zwischen verschiedenen Kulturen funktioniert, das weit über Synkretismus hinausgeht. Ihre Arbeit ermöglichte die Feststellung, dass die Barockkunst in den amerikanischen Ländern, insbesondere in der Andenregion, ihre eigenen Merkmale hatte, weshalb sie den allgemein anerkannten Begriff des Mestizo-Barock prägte. Das Ergebnis ihrer jahrelangen Arbeit war schließlich die erste umfassende Geschichte der Kunst in Bolivien im Jahr 2012, Historia del arte en Bolivia. Sie und Mesa waren Leitfiguren einer ganzen Generation von Kunsthistorikern und Restauratoren in Bolivien, Peru und anderen lateinamerikanischen Ländern.
Ihre Katalogisierungs-, Aufzeichnungs- und Interpretationsarbeit war in den Anden bahnbrechend: 

„La acumulación sistemática de conocimientos anclados en la tierra que habitaba, pero, vinculada al mundo, le permitieron ser  Voló reuniendo, de manera bastante pionera, las miradas y perspectivas de la historia del arte y del amplio campo visual y de la antropología, historia y etnohistoria. Su combinación de aproximaciones, que hoy nos parece natural, era bastante única para entonces y constituye sin duda uno de sus más sólidos pilares.“

„Die systematische Anhäufung von Wissen, das in dem Land, das sie bewohnte, verankert, aber mit der Welt verbunden war, ermöglichte es ihr, Voló zu sein, indem sie auf ziemlich bahnbrechende Weise die Ansichten und Perspektiven der Kunstgeschichte und der visuellen Anschauung sowie der Anthropologie, Geschichte und Ethnohistorie zusammenbrachte. Ihre Kombination von Ansätzen, die uns heute selbstverständlich erscheint, war zu dieser Zeit ziemlich einzigartig und ist zweifellos einer ihrer bedeutendsten Beiträge.“

Teresa Gisbert starb am 19. Februar 2018 im Alter von 91 Jahren.

## Auszeichnungen und Ehrungen (Auswahl)
- Verdienstmedaille, verliehen von der Regierung von Spanien (1973)
- Orden de Isabel la Católica, verliehen von der Regierung von Spanien (1975)
- Preis für Kultur, verliehen von der Fundación Manuel Vicente Ballivián (1984)
- Auszeichnung mit dem Orden del Cóndor de los Andes, verliehen von der Regierung von Bolivien (1987)
- Premio Nacional de Cultura von Bolivien (1995)
- Großkreuz (Gran Cruz) des Orden El Sol del Perú (2004)

## Werke (Auswahl)
Der von Thérèse Bouysse-Cassagne, emeritierte Forschungsdirektorin des CNRS, 2018 verfasste Nachruf enthält eine vollständige Bibliografie von Teresa Gisbert.
Monografien
- Iconografía y mitos indígenas en el arte. Bolivia, La Paz 1980.
- El Paraíso de los pájaros parlantes. La imagen del otro en la cultura andina. Plural editores, La Paz 1999, ISBN 99954-1-550-X.
- Arte, Poder e Identidad. Bolivia, La Paz 2016, ISBN 978-99974-8786-5.

mit José de Mesa
- Holguín y la pintura altoperuana del Virreinato. Librería Editorial Juventud, La Paz 1956.
- Historia de la pintura Cuzqueña. Universidad de Buenos Aires, Buenos Aires 1962.
- José Joaquín de Mora : secretario del mariscal Andrés de Santa Cruz. Academia nacional de ciencias de Bolivia, La Paz 1965.
- Museos de Bolivia. Fondo Nacional de Cultura, La Paz 1969.
- Monumento de Bolivia. Edición del Instituto Panamericano de Geografía e Historia, Mexico 1970.
- Escultura virreinal en Bolivia. Academia Nacional de Ciencias de Bolivia, La Paz 1972.
- La cultura en la época del Mariscal Santa Cruz. Edición de la Honorable Municipalidad de La Paz, La Paz 1976.
- Arquitectura andina 1530-1830 : historia y análisis. Escuela de Artes Gráficas del Colegio Don Bosco, La Paz 1985.
- El manierismo en los Andes : memoria del III Encuentro Internacional sobre Barroco. Unión Latina, La Paz 2005.
- Historia del arte en Bolivia (3 Bände). Editorial Gisbert y Cia S.A. : Fundación Simón I. Patiño, La Paz 2012, ISBN 978-99954-818-8-9.

mit weiteren Mitautoren
- mit José de Mesa und Humberto Vásquez: Manual de historia de Bolivia. Eigenverlag, La Paz 1958.
- mit José de Mesa und Santiago Sebastián: Arte iberoamericano desde la colonización hasta la independencia (= Historia General del Arte. Band 28). Espasa-Calpe, Madrid 1985, ISBN 84-239-5228-2.
- mit Martha Cajías und Silvia Arce: Arte textil y mundo andino. Ed. Gisbert y Cia, La Paz 1987.
- mit José de Mesa und Carlos de Mesa: Historia de Bolivia. Ed. Gisbert y Cia, La Paz 1997.